# Poliimida
Poliimida es un tipo de polímero compuesto por unidades repetitivas de imida. Es un material con excelentes propiedades mecánicas, elevada resistencia térmica y a los agentes químicos. Las poliimidas se usan en aplicaciones industriales exigentes, por ejemplo, en automoción, aeroespaciales, electrónica, adhesivos y embalaje.
Las poliimidas fueron comercializadas por DuPont en los años 60, el ejemplo más conocido es el Kapton, producido por la policondensación del dianhídrido piromelítico (PMDA) y la diamina 4,4’-oxidianilina (ODA).

Estructura química general de una poliimida.

Existen diferentes métodos para producir polimidas, entre ellos destacan: reacción de policondensación entre un dianhídrido y una diamina (el más usado) y la reacción entre un dianhídrido y un diisocianato.